# Franz Weiß (Apotheker)
Franz Weiß (* 7. Februar 1868 in St. Blasien; † 26. April 1946 in Waldkirch) war ein deutscher Apotheker.

## Leben
Weiß, Sohn eines Oberamtmannes, besuchte in Freiburg das Gymnasium und begann 1884 in Waldkirch die pharmazeutische Lehre. 1887 bestand er das Gehilfenexamen. Anschließend arbeitete er als Assistent in der Schweiz und in Freiburg. 1890 besuchte er die Universität Freiburg und beendete dort das Pharmaziestudium mit dem Staatsexamen 1892. Anschließend setzte er sein Studium fort und erwarb 1894 mit der Arbeit „Über die Anhydroester der alpha-Aminosäuren und eine Synthese der Mercaptursäuren“ den Doktortitel.
An der Medizinischen Klinik Breslau war er danach zwei Jahre chemischer Assistent. Die pharmazeutische Tätigkeit nahm Weiß als Verwalter der Apotheke in Göhrwihl (1896–1898) und als Vorstand der Apotheke der Badischen Heil- und Pflegeanstalt Emmendingen (1898–1901) wieder auf. Im gleichen Jahr wurde ihm die Leitung der Apotheke des Akademischen Krankenhauses in Heidelberg übertragen, die er bis 1933 innehatte.
Auf Anregung von Albrecht Kossel arbeitete Weiß ungefähr zehn Jahre neben seiner Apotheker-Tätigkeit im Physiologischen Institut. Verschiedene Beiträge aus dem Gebiet der Proteinchemie veröffentlichte er in medizinischen Zeitschriften und in der Zeitschrift für physiologische Chemie. Dem Aufbau der Proteine und der Isolierung der Spaltprodukte galten seine Untersuchungen. Weiß, der stets für alle Standesfragen ein reges Interesse zeigte, war Apotheken-Revisor, Mitglied der Prüfungskommission für die pharmazeutische Vorprüfung und für die pharmazeutische Prüfung.